# Vayres-sur-Essonne
Vayres-sur-Essonne  [vɛʁ syʁ esɔn] je francouzská obec v departementu Essonne v regionu Île-de-France. V obci se nachází kostel svatého Martina z Tours.

## Poloha
Obec Vayres-sur-Essonne se nachází asi 46 km jižně od Paříže. Obklopují ji obce Guigneville-sur-Essonne na severu, Boutigny-sur-Essonne na severovýchodě a na východě, Courdimanche-sur-Essonne na jihovýchodě a na jihu, Valpuiseaux na jihozápadě, Bouville na západě a D'Huison-Longueville na severozápadě.

## Vývoj počtu obyvatel
Počet obyvatel